# 勇敢的市民
是一部2023年上映的韓國動作喜劇片，改編自金正賢創作的Naver同名網絡漫畫，由《今天的戀愛》導演朴珍杓執導，《驅魔麵館》編劇呂智娜、玄忠烈執筆劇本，申惠善、李濬榮主演。韓國於2023年10月25日正式上映。

## 劇情概要
影片講述假裝看不到不義之事、假裝沒脾氣、假裝拳頭軟弱的聘用制教師蘇時敏，遇到目中無人的絕對權力韓秀江後發生的痛快淋漓的故事。

## 演員陣容
- 申惠善 飾演 蘇時敏，學生時期是備受矚目的拳擊希望之星，但為了適應不可避免的現實，她成為了臨時教師，強迫自己忍受看到的不義之事，成為正式教師是她的唯一目標。[5]
- 李濬榮 饰演 韩秀刚，只相信后台实力的绝对权力者，厚颜无耻地做出各种越过底线的野蛮暴行。[6]
- 朴柾佑 饰演 高镇亨，与奶奶一起生活、孝心深厚，为了奶奶而忍受韩秀刚团伙的暴行，对越来越严重的暴行感到不当后向苏时敏求助。[7]
- 朴赫權 饰演 苏永泽，苏时敏的父亲，对为了家人放弃梦想的女儿感到愧疚，同时他与女儿一样充满正义感，无法忍受不义之事。[7]
- 車清華 饰演 李在京，苏时敏任职学校的教务部长，为了在苏时敏面前展现威严的模样而建议她忍受不义之事，但随着猫面具的出现，动摇了李在京的内心想法。[7]
- 李贊炯 饰演 李权重，苏时敏的邻居弟弟，也是她的好友，虽两人总是吵吵闹闹，但权重也在背后默默支持着苏时敏。[8]
- 裴铉俊 饰演 李秉镇，茂英高中学生，高镇亨被盯上前，韩秀刚一伙人的霸凌对象。
- 車禹閔 饰演 李文基，韩秀刚团伙的一员，与韩秀刚一起实施校园暴力。[9]
- 金相佑 饰演 朴中浩，韩秀刚为首的不良学生中一员。[10]
- 姜安娜 饰演 宋恩乔，茂英高中学生。
- 姜娜露 饰演 敏智，茂英高中学生。
- 孙淑 饰演 镇亨的奶奶
- 李圭會 饰演 茂英高中教务主任
- 李中玉 饰演 徐相佑，苏永泽兼职的炸鸡店老板，过去与苏永泽一起度过拳击运动员生涯。[11]
- 南正宇 饰演 茂英高中数学老师
- 金庆龙 饰演 茂英高中校长
- 金昭熙 饰演 度熙，茂英高中学生。
- 金惠禾 饰演 韩秀刚的继母
- 崔东九 饰演 大街上辱骂苏时敏的男子

## 製作

### 发展
2020年12月，Naver网络漫画《勇敢的市民》确认改编制作成电影，由Naver子公司Studio N制作。2021年8月，Studio N确认该片由朴珍杓执导，主要角色的选角已经结束，计划同年11月开拍，该片预计将开启韩国英雄片的新篇章。10月，媒体报道申惠善有望主演该片。11月，在媒体报道李濬榮将在该片中饰演与申惠善对立的角色韩秀江的同日，片方正式宣布申惠善与李濬荣担纲该片主演，剧本由电视剧《驅魔麵館》的编剧吕智娜与玄忠烈共同执笔，预计同年12月开拍并正洽谈制作成wavve原创电影。2022年11月，新世界百貨文化內容子公司Mindmark確認參與該片發行。2023年1月，Studio Wavve代表李燦鎬透露該片在OTT平台wavve上線前將率先通過電影院線上映。

### 拍摄
主体拍摄於2021年12月底開始；2022年2月底，申惠善、李濬榮在拍攝現場工作人員出現COVID-19病毒感染確診者後，先后確診感染，该片拍攝中斷；同年4月5日殺青。

### 损益平衡点
据媒体报道，该片损益平衡点约为160万观影人次。

## 發行
2023年3月，該片長達1分45秒的預告片遭到泄露被在網絡迅速擴散，wavve隨後證實該段影片為B2B市場與會者非法拍攝泄露，將會採取強力的應對措施。2023年9月14日，公開兩款角色海報和首個預告片，宣佈定於10月25日在韓國上映。海外版权销至日本、台湾、蒙古、越南、印度、柬埔寨、菲律宾等15个国家和地区，其中越南与柬埔寨确定于2023年11月上映。
2023年11月17日起开始提供IPTV和VOD点播服务。

### 票房
在韩国上映首日（10月25日）以3万6千余名观影人次位列单日票房榜第2名，不敌同日上映的日本动画《蒼鷺與少年》；首个周末（10月27日至10月29日）获得票房10万8千余人次，位列周末票房榜第3名，累计观影人次超过17万。次周末（11月3日至11月5日）获得3万1千余名观影人次的票房成绩，周末票房排名跌至第5名，累计观影人次达24万名。

## 外部連結
- NAVER上《勇敢的市民》的資料
- Daum上《勇敢的市民》的資料

- 韩国电影数据库（KMDb）上《勇敢的市民》的資料
- 互联网电影数据库（IMDb）上《勇敢的市民》的资料（英文）
- 豆瓣电影上《勇敢的市民》的資料 （简体中文）
- Yahoo奇摩電影上《勇敢的市民》的資料（繁體中文）
- 開眼電影網上《勇敢的市民》的資料（繁體中文）
- 《勇敢的市民》在HanCinema的页面（英文）
- 網絡漫畫《勇敢的市民》韓文版
- 網絡漫畫《勇敢的市民》中文版